# Le Roi de trèfle (téléfilm)
Pour la nouvelle, voir Le Roi de trèfle.
Le Roi de trèfle (The King of Clubs) est un téléfilm britannique de la série télévisée Hercule Poirot, réalisé par Renny Rye, sur un scénario de Michael Baker, d'après la nouvelle Le Roi de trèfle, d'Agatha Christie.
Ce téléfilm, qui constitue le 9e épisode de la série, a été diffusé pour la première fois le 12 mars 1989 sur le réseau d'ITV.
Le titre résulte du fait que Poirot remarque qu'au cours d'une partie de bridge, les joueurs ont joué avec un jeu qui ne comportait pas le roi de trèfle.

## Synopsis
Poirot et Hastings sont invités sur le tournage du prochain film de Bunny Saunders, un ami réalisateur. Mais le film semble plutôt être dirigé par le directeur du studio, Henry Reedburn, un homme odieux avec tout le monde qui multiplie les avances indécentes envers l'actrice principale, Valérie Saintclair. 
Reedburn est retrouvé mort le soir même chez lui, dans la bibliothèque, par Saintclair. Le principal bailleur de fonds du film, le Prince Paul de Maurania, demande alors de l'aide à Poirot car il est fiancé à Saintclair et ne peut risquer un scandale si on apprend que celle-ci est impliquée dans une enquête. 
Poirot rentre en scène mais il est troublé par le fait que Saintclair se soit réfugiée chez les Oglander, qui ne sont pourtant pas les voisins les plus proches de Reedburn.

## Fiche technique
- Titre français : Le Roi de trèfle
- Titre original : The King of Clubs
- Réalisation : Renny Rye
- Scénario : Michael Baker, d'après la nouvelle Le Roi de trèfle (1923) d'Agatha Christie
  - Consultant : Clive Exton
- Décors : Mike Oxley
- Costumes : Linda Mattock
- Photographie : Peter Jessop (en)
- Montage : Roger Wilson
- Musique : Christopher Gunning
- Casting : Rebecca Howard
- Production : Brian Eastman (en)
  - Production déléguée : Nick Elliott et Linda Agran
- Sociétés de production : Picture Partnership Productions, London Weekend Television
- Durée : 50 minutes
- Pays d'origine :  Royaume-Uni
- Langue originale : Anglais
- Genre : Policier
- Ordre dans la série : 9e épisode - (9e épisode de la saison 1)
- Première diffusion :
  -  Royaume-Uni : 12 mars 1989 sur le réseau d'ITV

## Distribution
- David Suchet (VF : Roger Carel) : Hercule Poirot
- Hugh Fraser (VF : Jean Roche) : Capitaine Arthur Hastings
- Philip Jackson (VF : Claude d'Yd) : Inspecteur-chef James Japp
- Niamh Cusack (en) : Valérie Saintclair
- David Swift (en) : Henry Reedburn
- Jonathan Coy : Bunny Saunders
- Jack Klaff (en) : Prince Paul de Maurania
- Rosie Timpson : Miss Deloy
- Gawn Grainger (en) : Ralph Walton
- Marc Culwick (en) : un jeune homme
- Vass Anderson (VF : Marc Cassot) : Frampton (le valet de Reedburn)
- Avril Elgar (en) : Mrs Oglander
- Abigail Cruttenden (en) : Géraldine Oglander
- Sean Pertwee : Ronnie Oglander
- Cathy Murphy (en) : une domestique